# Лужки (Витебский район)
Лужки (бел. Лужкі́; до 30 июля 1964 года — Кобыляк, бел. Кабыля́к) — деревня в Витебском районе Витебской области Республики Беларусь. В составе Мазоловского сельсовета.

## География
Деревня находится в 12 км на северо-восток от Витебска.
У западной окраины деревни озеро Лапенье. К Лужкам идёт дорога Н2346 от деревни Красный Двор (2 км), далее на восток по этой дороге (через 800 м) деревня Седенье Куринского сельсовета.

## История
В 1785 году деревня Кобыляк в Суражском уезде входила в состав большого имения «Козловичи» (село Козловичи на озере Плав). Всего в имении 17157 десятин земли. По ревизии мужеска пола душ 905. Владения старосты Рогачевскаго и Польских орденов Кавалера Графа Михайлы Казимировича и малолетнего Албрихта Леонардовича, детей Потеев.
Вероятно, в конце XIX века Кобыляк, это застенок Кобыляки Куринской волости Витебского уезда.
С 1924 года деревня Кобыляк входит в состав Николаевского сельсовета Северо-Витебского района Витебского округа, с 26 марта 1927 года в образованном Витебском районе.
15 февраля 1931 года Витебский район был упразднён, Николаевский сельсовет перешел в Городокский район. 5 декабря 1931 года сельсовет в подчинение Витебского горсовета.
С 27 июля 1937 года Николаевский сельсовет в составе восстановленного Витебского района БССР, с 20 февраля — Витебской области.
Вероятно, деревня была центром торфозавода «20 лет Октября».
В 1941 году в деревне Кобыляк было 26 дворов и 111 жителей.
В феврале 1941 года в результате наступления 3-й и 4-й ударных армий Калининского фронта образовался 40-километровый пролом в немецком фронте, который удерживался до конца сентября 1942 года.
В июне 1942 года был создан Витебский подпольный райком партии. Его секретарём стал В. И. Когаль. Вместе со штабом партизанского отряда М. Ф. Бирюлина райком находился в д. Кобыляк (поселок торфозавода «20 лет Октября»).
В мае 1943 года во время карательной операции деревня была полностью сожжена, погибло 18 человек.
22 декабря 1960 года территория Николаевского сельсовета вошла в состав новообразованного Мазоловского сельсовета.
В 1964 году на братской могиле № 4432, где похоронены 20 неизвестных партизан была установлена скульптура партизана, а на одном из зданий в честь партизан установлена мемориальная доска.
30 июля этого же года деревня Кобыляк была переименована в Лужки.
По переписи 2009 года в Лужках проживало 15 человек.
На 2014 год 7 дворов 11 жителей, из них 4 младше трудоспособного возраста, 4 трудоспособного возраста, 3 старше.
На 2018 год в Лужках 11 домохозяйств, 15 жителей.

## Население
- 1941 год — 26 дворов, 111 жителей
- 2009 год — 15 жителей (перепись населения)
- 2014 год — 7 дворов, 11 жителей
- 2018 год — 11 домохозяйств, 15 жителей

## Достопримечательность
- Братская могила № 4432. В 1964 году установлена скульптура партизана. На одном из зданий в честь партизан установлена мемориальная доска.